# Nio
Pour les articles homonymes, voir NIO.
Nio est un village de la région du Centre du Cameroun. Il est localisé dans l'arrondissement (commune) de Minta, département de la Haute-Sanaga. On y accède par la piste rurale qui lie Yaoundé à Bertoua.

## Population et société
En 1963, la population de Nio était de 1 013 habitants. Nio comptait 1 155 habitants lors du dernier recensement de 2005. La population est constituée pour l’essentiel de Bamvele.